# Placey
Placey est une commune française située dans le département du Doubs, la région culturelle et historique de Franche-Comté et la région administrative Bourgogne-Franche-Comté. Membre de la communauté urbaine Grand Besançon Métropole et distante de 13 km du centre-ville de Besançon, elle comptait 193 habitants nommés Placéens et Placéennes en 2022.

## Géographie

### Climat
Pour des articles plus généraux, voir Climat de la Bourgogne-Franche-Comté et Climat du Doubs.
En 2010, le climat de la commune est de type climat des marges montagnardes, selon une étude du Centre national de la recherche scientifique s'appuyant sur une série de données couvrant la période 1971-2000. En 2020, Météo-France publie une typologie des climats de la France métropolitaine dans laquelle la commune est exposée à un climat semi-continental et est dans la région climatique  Jura, caractérisée par une forte pluviométrie en toutes saisons (1 000 à 1 500 mm/an), des hivers rigoureux et un ensoleillement médiocre.
Pour la période 1971-2000, la température annuelle moyenne est de 10,5 °C, avec une amplitude thermique annuelle de 17,3 °C. Le cumul annuel moyen de précipitations est de 1 050 mm, avec 12,9 jours de précipitations en janvier et 9,3 jours en juillet. Pour la période 1991-2020, la température moyenne annuelle observée sur la station météorologique de Météo-France la plus proche, « Dannemarie-sur-Crète », sur la commune de Dannemarie-sur-Crète à 6 km à vol d'oiseau, est de 11,3 °C et le cumul annuel moyen de précipitations est de 1 066,6 mm. 
La température maximale relevée sur cette station est de 39,9 °C, atteinte le 25 juillet 2019 ; la température minimale est de −22 °C, atteinte le 9 janvier 1985,,.
Les paramètres climatiques de la commune ont été estimés pour le milieu du siècle (2041-2070) selon différents scénarios d'émission de gaz à effet de serre à partir des nouvelles projections climatiques de référence DRIAS-2020. Ils sont consultables sur un site dédié publié par Météo-France en novembre 2022.

## Urbanisme

### Typologie
Au 1er janvier 2024, Placey est catégorisée commune rurale à habitat dispersé, selon la nouvelle grille communale de densité à sept niveaux définie par l'Insee en 2022.
Elle est située hors unité urbaine. Par ailleurs la commune fait partie de l'aire d'attraction de Besançon, dont elle est une commune de la couronne,. Cette aire, qui regroupe 310 communes, est catégorisée dans les aires de 200 000 à moins de 700 000 habitants,.

### Occupation des sols
L'occupation des sols de la commune, telle qu'elle ressort de la base de données européenne d’occupation biophysique des sols Corine Land Cover (CLC), est marquée par l'importance des territoires agricoles (75,6 % en 2018), une proportion sensiblement équivalente à celle de 1990 (75,5 %). La répartition détaillée en 2018 est la suivante : 
terres arables (48 %), zones agricoles hétérogènes (27,4 %), forêts (24,4 %), prairies (0,2 %). L'évolution de l’occupation des sols de la commune et de ses infrastructures peut être observée sur les différentes représentations cartographiques du territoire : la carte de Cassini (XVIIIe siècle), la carte d'état-major (1820-1866) et les cartes ou photos aériennes de l'IGN pour la période actuelle (1950 à aujourd'hui).

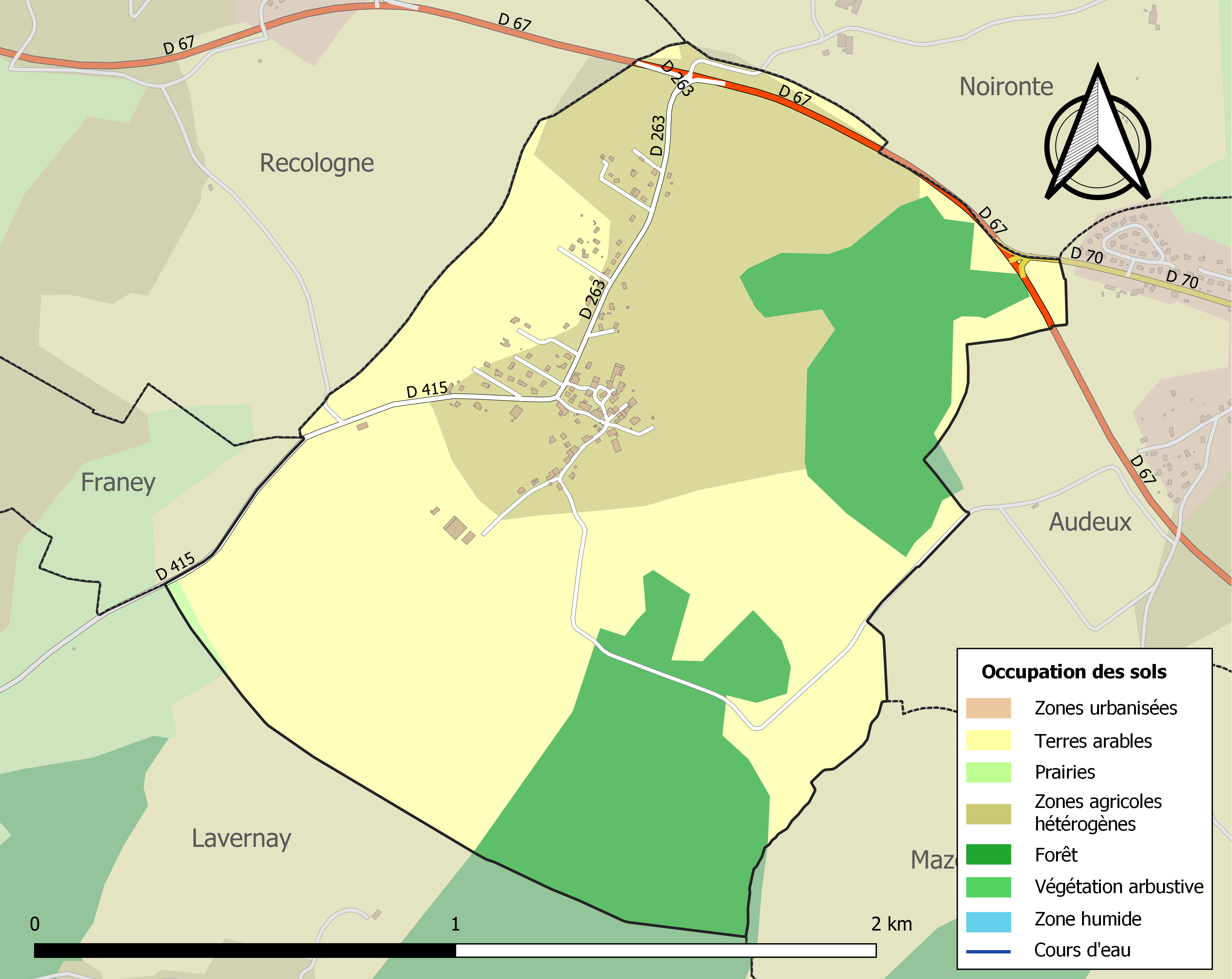
Carte des infrastructures et de l'occupation des sols de la commune en 2018 (CLC).
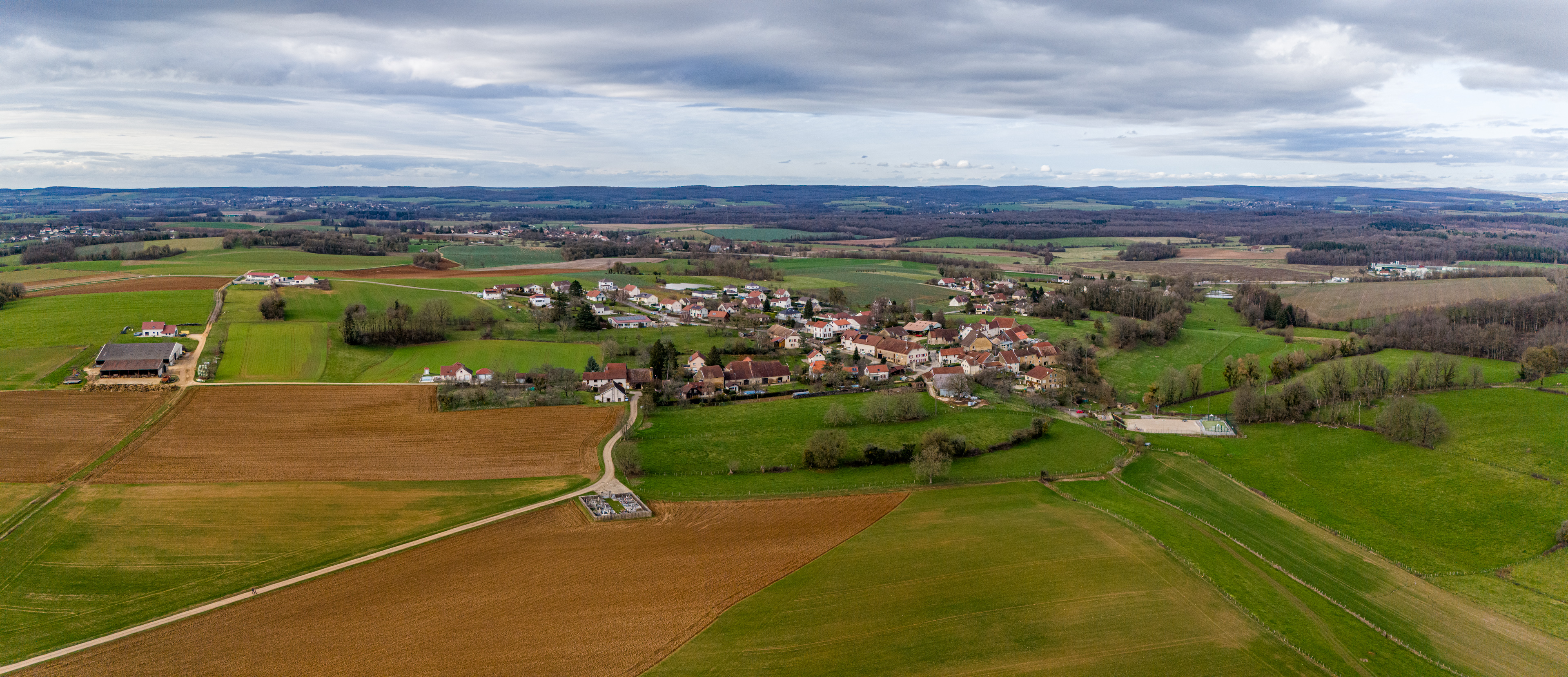
Vue aérienne du village de Placey depuis le Châtelard

## Toponymie
Putyre en 1148 ; Palissez en 1220 ; Plesseyes en 1223 ; Plissay en 1232 ; Plaissey en 1311 ; Placey depuis 1580.

## Histoire
Le 6 septembre 1944, le groupe des Forces françaises de l'intérieur « Haut les cœurs » attaque un convoi allemand et fait 28 prisonniers qu’ils enferment dans les caves de Placey. Le lendemain, une colonne allemande met à sac les maisons, libère les prisonniers et brûle la demeure du maire. 30 hommes du village sont pris en otage, enfermés dans la cave de l’école, que des femmes du village parviennent à libérer, leur évitant une exécution sommaire.

## Politique et administration

### Rattachements administratifs et électoraux
La commune fait partie de l'arrondissement de Besançon du département du Doubs, en région Bourgogne-Franche-Comté. Pour l'élection des députés, elle dépend de la première circonscription du Doubs.
La commune faisait partie depuis 1801 du canton d'Audeux. Dans le cadre du redécoupage cantonal de 2014 en France, la commune fait désormais partie du canton de Saint-Vit.

### Intercommunalité
La commune faisait partie de la Communauté de communes des Rives de l'Ognon créée le 9 décembre 2002. Celle-ci a fusionné avec une autre pour former, le 1er janvier 2014 la communauté de communes du Val marnaysien, située principalement en Haute-Saône et en partie dans le département du Doubs, dont la commune est désormais membre.

### Liste des maires
| Période                                  | Période                   | Identité                                        | Étiquette | Qualité                                      |
| ---------------------------------------- | ------------------------- | ----------------------------------------------- | --------- | -------------------------------------------- |
| Les données manquantes sont à compléter. |                           |                                                 |           |                                              |
| mars 2008                                | En cours (au 31 mai 2020) | Frédéric Reigney Réélu pour le mandat 2020-2026 | PS        | Fonctionnaire Réélu pour le mandat 2014-2020 |

### Équipements
La mairie a été déplacée en 2016 dans un bâtiment jouxtant l'ancienne école, transformée en salle de réunion. Les élèves sont en effet désormais scolarisés à l’école intercommunale de Recologne.

## Population et société

### Démographie
L'évolution du nombre d'habitants est connue à travers les recensements de la population effectués dans la commune depuis 1793. Pour les communes de moins de 10 000 habitants, une enquête de recensement portant sur toute la population est réalisée tous les cinq ans, les populations de référence des années intermédiaires étant quant à elles estimées par interpolation ou extrapolation. Pour la commune, le premier recensement exhaustif entrant dans le cadre du nouveau dispositif a été réalisé en 2004.

En 2022, la commune comptait 193 habitants, en évolution de −2,53 % par rapport à 2016 (Doubs : +1,88 %, France hors Mayotte : +2,11 %).
| 1793 | 1800 | 1806 | 1821 | 1831 | 1836 | 1841 | 1846 | 1851 |
| ---- | ---- | ---- | ---- | ---- | ---- | ---- | ---- | ---- |
| 136  | 147  | 128  | 154  | 142  | 124  | 130  | 132  | 135  |

| 1856 | 1861 | 1866 | 1872 | 1876 | 1881 | 1886 | 1891 | 1896 |
| ---- | ---- | ---- | ---- | ---- | ---- | ---- | ---- | ---- |
| 116  | 102  | 92   | 86   | 100  | 88   | 79   | 86   | 82   |

| 1901 | 1906 | 1911 | 1921 | 1926 | 1931 | 1936 | 1946 | 1954 |
| ---- | ---- | ---- | ---- | ---- | ---- | ---- | ---- | ---- |
| 82   | 85   | 80   | 56   | 62   | 68   | 69   | 60   | 61   |

| 1962 | 1968 | 1975 | 1982 | 1990 | 1999 | 2004 | 2006 | 2009 |
| ---- | ---- | ---- | ---- | ---- | ---- | ---- | ---- | ---- |
| 71   | 70   | 107  | 151  | 164  | 165  | 165  | 168  | 147  |

| 2014 | 2019 | 2022 | - | - | - | - | - | - |
| ---- | ---- | ---- | - | - | - | - | - | - |
| 187  | 198  | 193  | - | - | - | - | - | - |

### Médias et numérique
Le quotidien régional L'Est républicain relate les actualités de la commune dans son édition locale de Besançon. La chaîne de télévision France 3 Franche-Comté et la station de radio France Bleu Besançon relaient les informations locales.

### Cultes
Placey dispose d'un seul lieu de culte de confession catholique, la chapelle de la Nativité-de-Notre-Dame. Au sein du diocèse de Besançon, le doyenné de Banlieue - Val de l'Ognon regroupe six paroisses dont celle de Marnay-Recologne à laquelle appartient la commune. Pour les autres confessions, les lieux de cultes les plus proches (mosquées, synagogue, temple) sont tous situés à Besançon.

## Culture locale et patrimoine

### Lieux et monuments
- L'Enceinte de Placey, au lieu-dit le Châtelard, ancienne motte castrale du XIIIe siècle, inscrit monument historique en 1995.

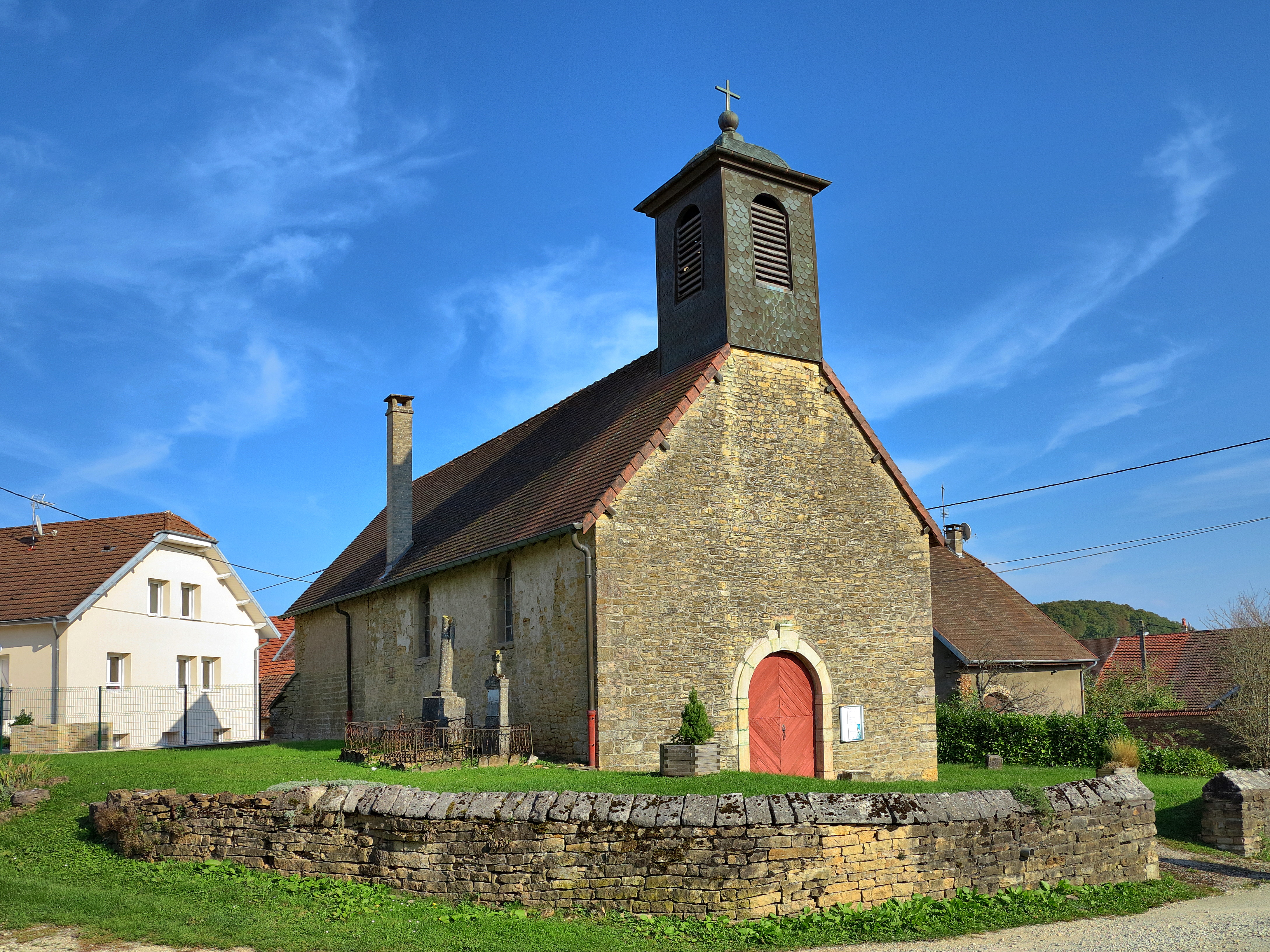
La chapelle.
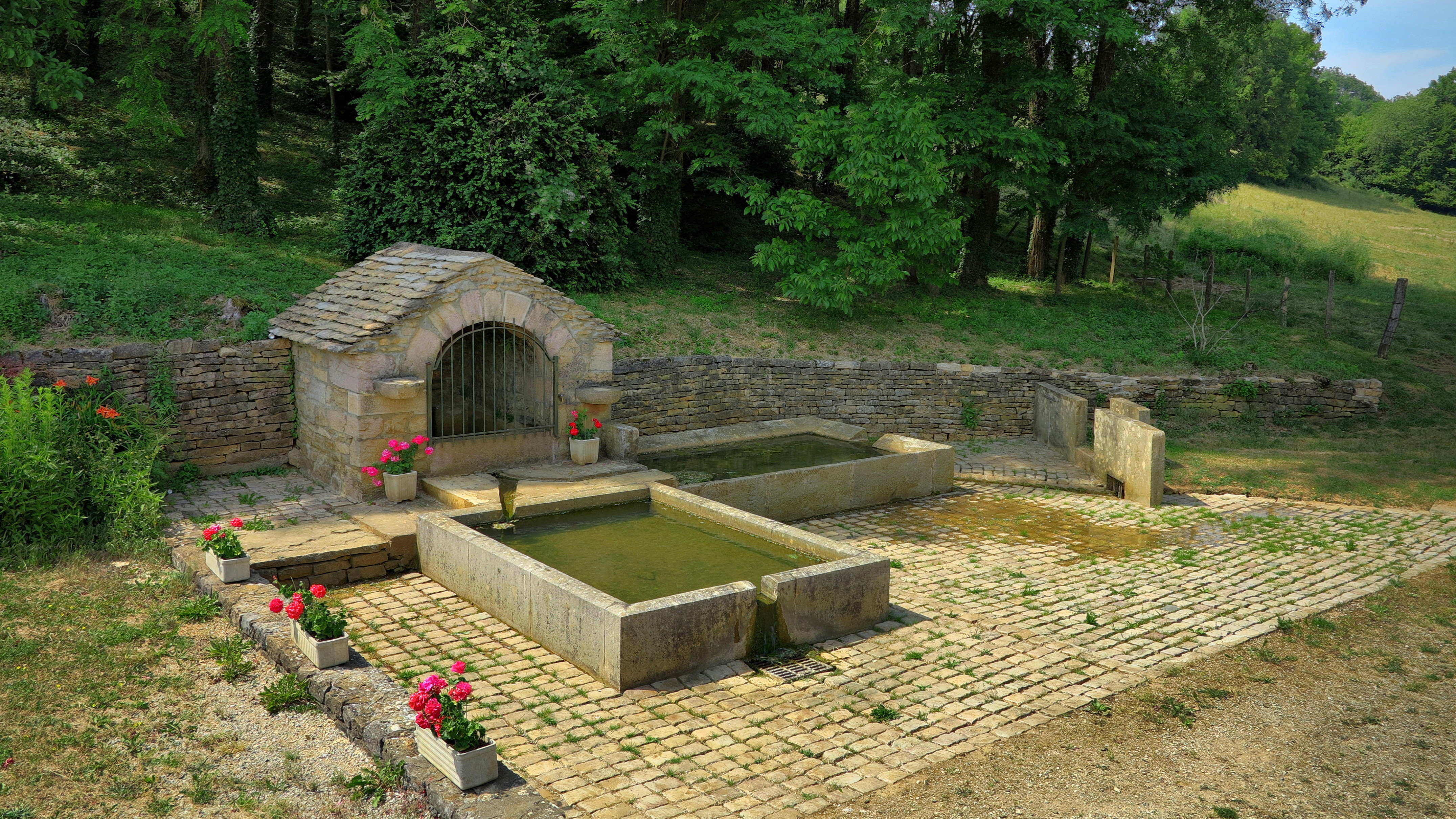
La fontaine-lavoir.
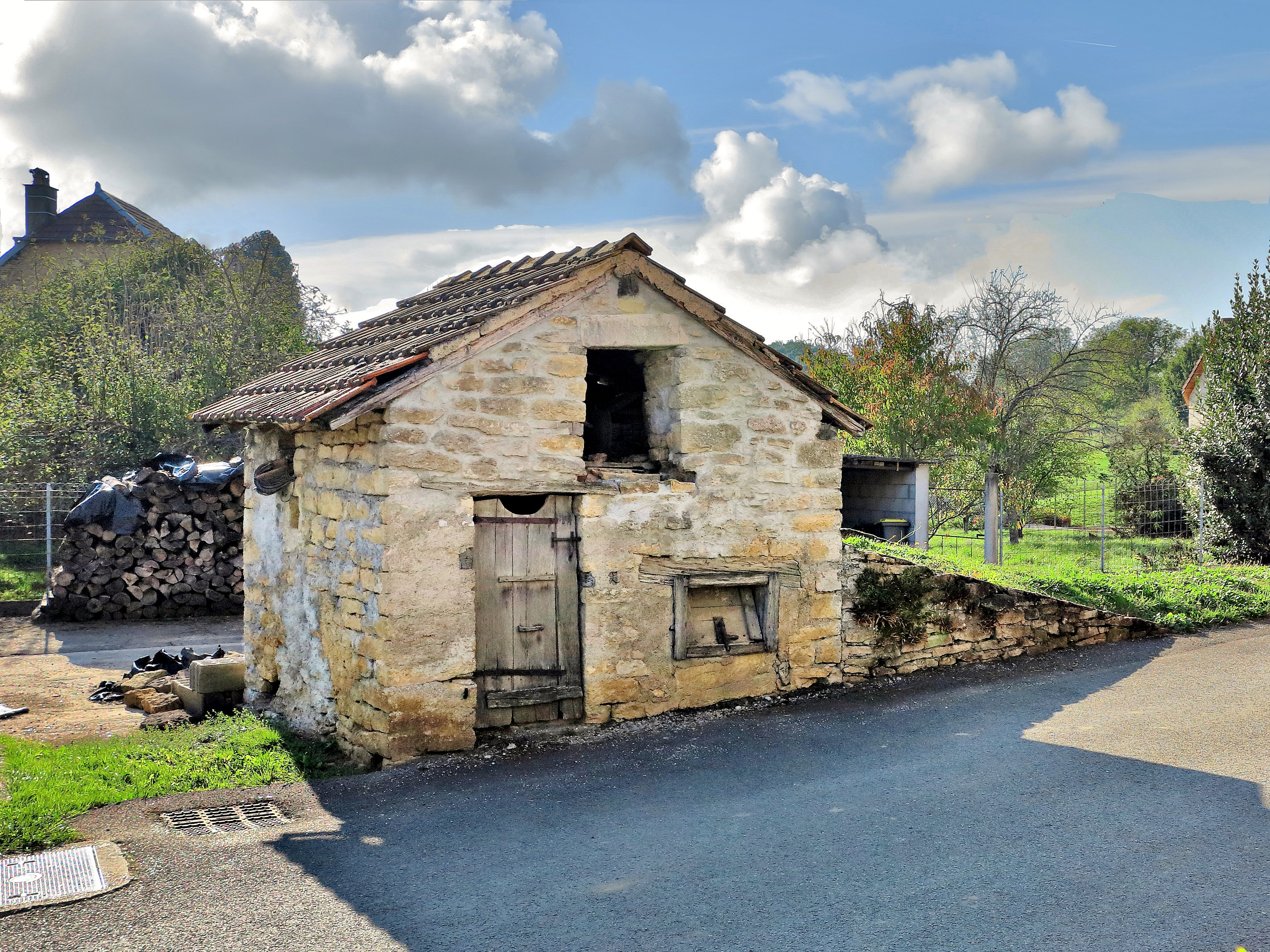
Une soue à cochons restaurée.

- La chapelle.
- La fontaine-lavoir.
- Soue à cochons.

## Héraldique
| Blason de Placey | Blason  | Parti de sable et d'or, au pal abaissé, palissé en chef de deux pièces et deux demies, uni à une champagne palissée de huit pièces, le tout de l'un en l'autre, le pal accosté de deux coquerelles aussi de l'un en l'autre, les involucres de sinople ; au tertre du même chargée d'un flanchis d'argent brochant sur le parti. |
| Blason de Placey | Détails | Le statut officiel du blason reste à déterminer. |

Sont représentés : la silhouette de l'ancienne motte castrale placée entre deux coquerelles (groupe de noisettes) symbolisant la forêt nourricière et, en pointe, le relief vallonné et une croix de saint André (motif repris d'une plaque de cheminée trouvée dans le village).